# 東豊
東 豊（ひがし ゆたか、1956年 - ）は、日本の臨床心理学者・臨床心理士。専門は、臨床心理学・家族療法。学位は、医学博士。龍谷大学文学部臨床心理学科教授。滋賀県生まれ。

## 経歴
- 関西学院大学文学部心理学科卒業（今田寛（関西学院大学名誉教授）のもとで、学習心理学を専攻する）。
- 1979年　神戸市の児童相談所に勤務。
- 1980年　兵庫医科大学の久野能弘（金沢大学名誉教授）に行動療法の訓練を受ける。
- 1980年　高石クリニック（大阪府）
  - 福田俊一と共に日本初の家族療法専門機関を立ち上げる。
- 1984年　淀屋橋心理療法センター（大阪府）
  - その後、独立
- 1986年　大手前ファミリールーム（大阪府）
  - 再び、転出。大手前ファミリールームは吉川悟が引き継いだ。
- 1988年　小郡まきはら病院（山口県）
- 九州大学医学部心療内科文部技官、鳥取大学医学部精神神経科文部教官助手（心理療法研究班主任及び精神科医局長）、神戸松蔭女子学院大学人間科学部心理学科教授を経て、龍谷大学文学部臨床心理学科教授。

## 学会
- 日本心理臨床学会
- 日本家族研究・家族療法学会
- 日本ブリーフ・サイコセラピー学会
- 日本心身医学会代議員
- 日本摂食障害学会評議員

## 主な著作
- 東豊(著)　1993　セラピスト入門：システムズアプローチへの招待　東京：日本評論社
- 東豊(著)　1997　セラピストの技法　東京：日本評論社
- 吉川悟・東豊(著)　1999　システムズアプローチによる家族療法のすすめ方　京都：ミネルヴァ書房
- 坂本真佐哉・東豊・和田憲明（著）　2001　心理療法テクニックのススメ　東京：金子書房
- 上里一郎・西村良二・山中康裕(監修)　吉川悟・村上雅彦・東豊(編)　2002　家族はこんなふうに変わる：新日本家族十景　京都：昭和堂
- 牧原浩(監修)　東豊(編集)　2006　家族療法のヒント　東京：金剛出版
- 東豊（川原隆造、三木善彦と共編）心理療法の本質―内観療法を考える 東京：日本評論社